# إذخر
الإذخر أو الليمونية جنس نباتي يتبع الفصيلة النجيلية من رتبة القبئيات. يضم أكثر من 50 نوعا مقبولا وعشرات أخرى لم يحسم وضعها بعد. اسمه العلمي (باللاتينية: Cymbopogon).

## من أنواعهالواطنةفيالوطن العربي
1. الإذخر السوري (باللاتينية: Cymbopogon jwarancusa) في بلاد الشام وتركيا
2. الإذخر المتغير (باللاتينية: Cymbopogon commutatus) في بلاد الشام
3. الإذخر المكي (باللاتينية: Cymbopogon schoenanthus) في كل أنحاء الوطن العربي

## من أنواعه الأخرى
1. الإذخر الليموني أو حشيشة الليمون (باللاتينية: Cymbopogon citratus)

## الفوائد الصحية المحتملة
1. تحتوي الليمونية على العديد من مضادات الأكسدة ، والتي يمكن أن تساعد في التخلص من الجذور الحرة في جسمك والتي قد تسبب المرض
2. كوب من شاي الليمونية هو علاج بديل لاضطراب المعدة ، وتشنج المعدة ، ومشاكل الجهاز الهضمي الأخرى.
3. شاي الليمونية مدر للبول وذلك يخلص الجسم من السوائل الزائدة والصوديوم
4. قد يساعد في السيطرة على ارتفاع ضغط الدم الانقباضي والكوليسترول
5. يستخدم شاي الليمونية كعلاج طبيعي لتقلصات الدورة الشهرية والانتفاخ والهبات الساخنة[7]